# Pfarrwerfen
Pfarrwerfen osztrák község Salzburg tartomány Sankt Johann im Pongau járásában. 2018 januárjában 2292 lakosa volt. 

## Elhelyezkedése

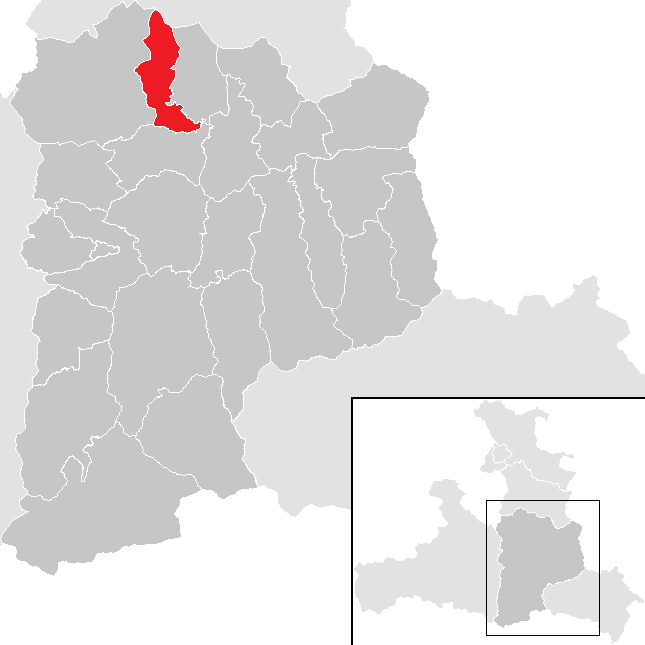
Pfarrwerfen a St. Johann im Pongau-i járásban

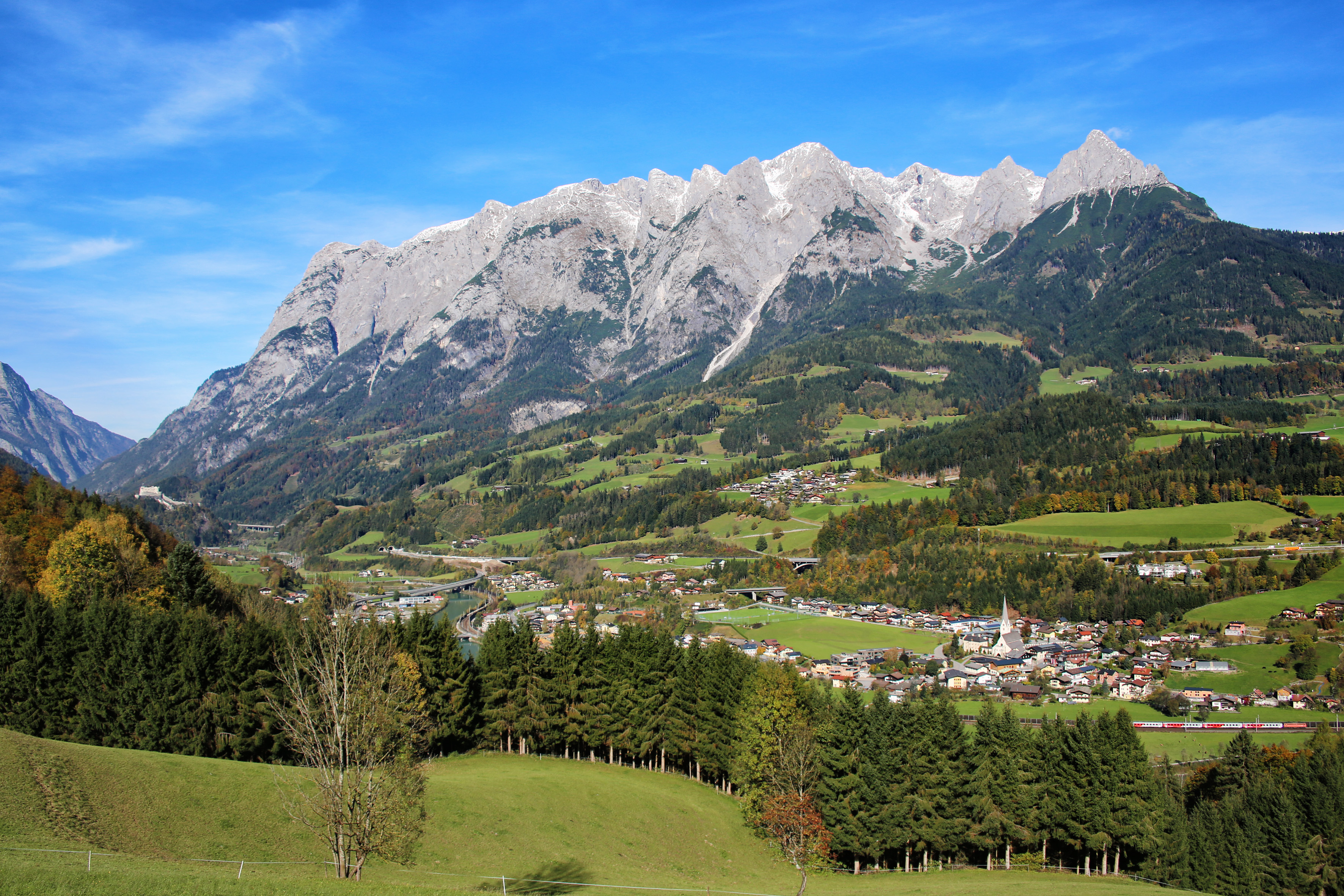
Pfarrwerfen látképe, háttérben a Tennen-hegységgel

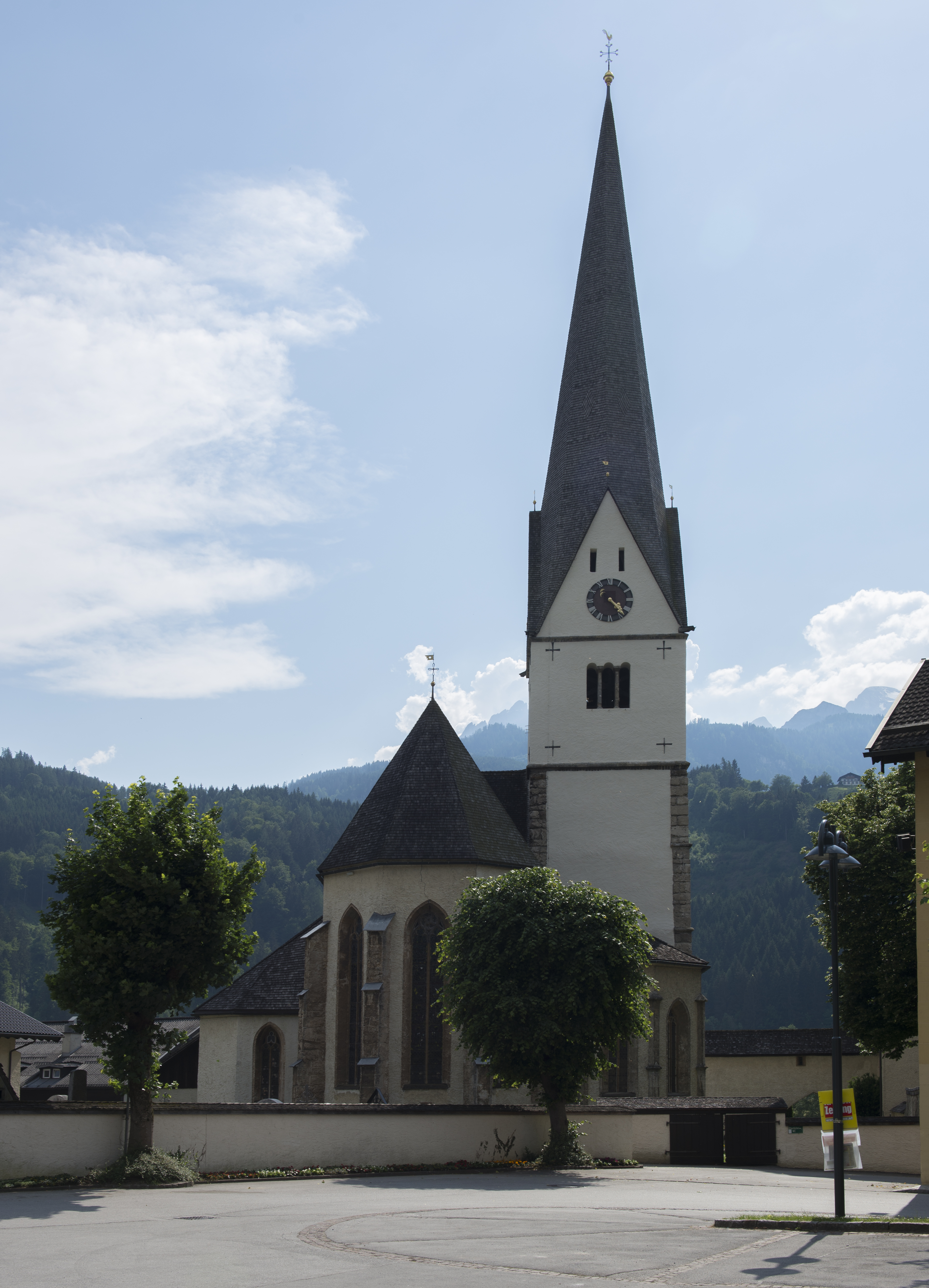
A Szt. Cyriacus-plébániatemplom

Pfarrwerfen Salzburg tartomány Pongau régiójában fekszik a Salzach folyó jobb partján, a Tennen-hegység (Északi Mészkő-Alpok) délnyugati lábánál. Az önkormányzat 9 településrészt, illetve falut egyesít: Dorfwerfen (773 lakos 2018-ban), Laubichl (229), Ellmauthal (183), Dorf (158), Pöham (232), Grub (96), Maier (304), Lehen (178) és Schlaming (139). 
A környező önkormányzatok: keletre Werfenweng, délre Bischofshofen, nyugatra Werfen, északnyugatra Golling an der Salzach, északra Scheffau am Tennengebirge.

## Története
Pfarrwerfen térségébe az i.e 5 században költöztek be a kelták, amelyek noricumi királyságát a rómaiaik i.e. 15-ben annektálták. A népvándolás során bajorok települtek a régióba, akik a 8. században felvették a kereszténységet. Pfarrwerfent először 1074-ben említik, amikor Gebhard von Helfenstein salzburgi érsek az admonti apátságnak adományozta. 1398 után érseki birtok volt. A falu eredeti neve St. Cyriak volt (csak a 19. században kapta a Pfarrwerfen nevet) és egyházközsége magába foglalta Werfent, Hüttaut és Werfenwenget, míg azok meg nem építették templomaikat.  
A napóleoni háborúk során az 1805-ös pozsonyi békével a salzburgi érsekség (és benne Pfarrwerfen)  Ausztriához került. Az 1809-es schönbrunni béke után Salzburg ideiglenesen a francia szövetséges Bajorországé lett, majd Napóleon bukása után Ausztria visszakapta.

## Lakosság
A pfarrwerfeni önkormányzat területén 2017 januárjában 2292 fő élt. A lakosságszám 1869 óta gyarapodó tendenciát mutat. 2016-ban a helybeliek 93,2%-a volt osztrák állampolgár; a külföldiek közül 2,4% a régi (2004 előtti), 2,5% az új EU-tagállamokból érkezett. 1,4% a volt Jugoszlávia (Szlovénia és Horvátország nélkül) vagy Törökország, 0,4% egyéb országok polgára. 2001-ben a lakosok 89,2%-a római katolikusnak, 1,1% ortodoxnak, 2,2% mohamedánnak, 4,2% pedig felekezet nélkülinek vallotta magát. Ugyanekkor egy magyar élt a községben és a nagyobb nemzetiségi csoportokat a német (96,6%) mellett a bosnyákok (1,1%) és a szerbek (1%) alkották.  
A lakosság számának változása:

| 2016 | 2 211 |
| 2018 | 2 292 |

## Látnivalók
- a Szt. Cyriacus-plébániatemplom a 14-15. században épült gótikus stílusban
- a katolikus plébánia és műemlék raktárépülete
- a hétmalmos ösvény skanzenje

## Fordítás
- Ez a szócikk részben vagy egészben  a   Pfarrwerfen című német Wikipédia-szócikk ezen változatának fordításán alapul.  Az eredeti cikk szerkesztőit annak laptörténete sorolja fel. Ez a jelzés csupán a megfogalmazás eredetét és a szerzői jogokat jelzi, nem szolgál a cikkben szereplő információk forrásmegjelöléseként.